# شنای گورلر
شنای گورلر (انگلیسی: Şenay Gürler؛ زادهٔ ۲۸ ژوئن ۱۹۶۶) هنرپیشه اهل ترکیه است.
او فارغ‌التحصیل دانشگاه دوکوز ایلول است. او فعالیت حرفه‌ای خود را با دوبله آغاز کرد.
و از سريال هاي او ميتوانيم به سريال عروس هاي فراري اشاره كنيم